# Agelena zorica
Agelena zorica là một loài nhện trong họ Agelenidae.
Loài này thuộc chi Agelena. Agelena zorica được Embrik Strand miêu tả năm 1913.